# Milton Hatoum
Milton Assi Hatoum (Manaos, 19 de agosto de 1952) es un escritor, traductor y profesor brasileño. Hatoum es considerado actualmente uno de los mejores escritores de Brasil.

## Biografía
Descendiente de libaneses, nace en la ciudad amazónica de Manaos. Después de cursar la educación secundaria, se muda a la ciudad de São Paulo. Allí estudia arquitectura en la Universidad, y es entonces cuando Hatoum comienza a comprometerse políticamente contra la dictadura militar. 
En la década de los ochenta cambia de aires y vive entre Madrid y Barcelona, donde trabaja para el Instituto Iberoamericano de Cooperación. Más tarde se muda a Francia para realizar un postgrado en la Universidad de París III. Al finalizarlos vuelve a su Manaos natal para impartir clases de literatura francesa en la Universidad Federal del Amazonas. Por aquel entonces se publica su primera novela, Relato de un Cierto Oriente, teniendo Hatoum 37 años. Amplía también sus estudios doctorándose en teoría literaria en la Universidad de São Paulo, ciudad en la cual vivirá tras abandonar Manaos por dicrepancias con su gestión política. A partir de este momento, compaginará su labor docente con la publicación de diversas obras de creación —cuentos, poesía, novelas—, así como traducciones, artículos y ensayos.

## Obra

### Literatura
La irrupción de Milton Hatoum en el panorama literario brasileño fue verdaderamente fulgurante. Con sus tres primeras novelas (Relato de un Cierto Oriente, Dos hermanos y Cenizas del Norte) consiguió ganar el Premio Jabuti (en los años 1990, 2001 y 2006, respectivamente), que es uno de los galardones más antiguos y prestigiosos de Brasil. En el año 2008, Hatoum publicó su cuarta novela, Huérfanos de Eldorado, a modo de participación en el proyecto Canongate Myth Series.
Anteriormente también encontramos el poemario Amazonas, palabras e imágenes de un río entre ruinas (1978), y de más reciente publicación es la recopilación de cuentos La ciudad aislada (2009).
A pesar del reconocimiento del que goza Hatoum en Brasil, no debe entenderse su obra como típicamente local, ya que no se limita a repasar los pilares culturales de su país, como son la tradición europea, indígena y africana. Es en la literatura árabe donde Hatoum encuentra unos modelos acogedores a la vez que caóticos, que le sirven para recoger elementos culturalmente diversos.

### Traducciones
Hatoum ha realizado diversas traducciones, tanto de obras ficción como de crítica literaria. Destaca la traducción del cuento de Gustave Flaubert Un corazón simple, así como la obra Representaciones del intelectual de Edward Said, un pensador con el que Hatoum comparte un mismo discurso ético.

### Adaptaciones
Dos de sus principales obras tuvieron adaptaciones para las telenovelas brasileñas, son las obras Dos Hermanos y Huérfanos de Eldorado, el último producido por el canal cerrado de TV llamado Canal Brasil. Su libro más vendido fue Dos Hermanos que en 2015, ganó una versión en historieta por Gabriel Sá y Fabio Moon publicados en Brasil por la editora Companhia das Letras, la empresa editora de sus libros y en los EE. UU. por la editora Dark Horse, el año siguiente, el trabajo ganó premio Eisner Award en la categoría "mejor adaptación de otro medio" y el premio Harvey a la mejor edición americana de material extranjero.

## Obra traducida al castellano
- Relato de un Cierto Oriente. Trad. Juana María Inarejos Ortiz. Madrid: Ediciones Akal, 2001.[10]
- Dos hermanos. Trad. Juana María Inarejos Ortiz. Madrid: Ediciones Akal, 2003.[11]
- La ciudad aislada. Trad. Adriana Kanzepolsky. Rosario: Beatriz Viterbo Editora, 2013.[12]

## Reconocimientos
- Premio Jabuti de Novela 1990 (por Relato de un Cierto Oriente).
- Premio Jabuti de Novela 2001 (por Dos hermanos).
- Premio Jabuti de Novela 2006 (por Cenizas del Norte).
- Premio Portugal Telecom de Literatura 2006 (por Cenizas del Norte).